# 马克·巴尔特拉
马克·巴特拉·阿利加爾（發音：[ˈmaɾɡ ˈbaɾtɾə i əɾəˈɣaʎ]；1991年1月15日—），西班牙足球運動員，司職中堅，目前效力西甲球會贝蒂斯。

## 球會生涯
巴特拉生於加泰羅尼亞塔拉戈納省聖海梅-德爾斯多梅尼斯，曾經加入的青訓系統，11歲時轉投同城球隊巴塞隆拿的拉瑪西亞青訓學院，經歷各梯隊拾級而上，2009年晉升至巴塞隆拿B隊。
2010年2月14日，剛滿19歲的巴特拉獲一隊領隊哥迪奧拿提拔，在作客對的賽事中入替前鋒謝法倫·蘇亞雷斯首次為一隊上陣，但該場巴塞隆拿1–2敗走卡達朗球場。他在1年零3個月後首次在西甲正選上陣並打滿90分鐘，球隊0–0主場賽和拉科鲁尼亚。
2011年5月21日，巴查在2010–11賽季聯賽最後一輪攻入一隊處子球，助球隊3–1反勝馬拉加。
2012–13賽季，巴特拉與球會續約至2015年，並正式晉升一隊，穿上離隊的施度·基達留下的15號球衣。

### 多特蒙德
2015-16賽季因為在巴薩長居後備，被巴薩以800萬歐元賣給多特蒙德，簽訂了一份為期四年的合約。
2017年4月11日，巴特拉所乘坐的俱乐部大巴在前往球队主场西格纳伊度纳公园时遭遇炸弹袭击，他本人在事件中受伤。

### 皇家貝提斯
2018年1月30日，巴特拉重返西甲，完成了從多特蒙德至皇家貝提斯的轉會，並簽屬為期五年半的合約。

## 國家隊生涯
2013年11月16日，他首次代表西班牙國家足球隊出場，並在與赤道幾內亞的友誼賽中踢滿全場，最終西班牙隊以2:1 擊敗了對手。

## 個人生活
2014年2月，巴特拉開始與世界摩托車錦標賽記者梅麗莎·希門尼斯建立關係，並於2015年8月18日迎來了女兒加拉·巴特拉。2018年迎來二女兒阿布里爾·巴特拉。兒子馬克斯·巴特拉則於2019年出生。2022年兩人已經達成了分居協議，婚姻即將告一段落。

## 榮譽

### 球會
巴塞隆拿
- 西甲聯賽：2009–10賽季、2010–11賽季、2012–13賽季、2014–15賽季、2015–16賽季
- 西班牙國王盃：2011–12賽季、2014–15賽季、2015–16賽季
- 西班牙超級盃：2010年，2011年，2013年
- 歐洲聯賽冠軍盃：2010–11賽季、2014–15賽季
- 欧洲超级杯冠军：2011年，2015年
- 国际足联俱乐部世界杯冠軍：2011年，2015年

 多特蒙德
- 德國足協盃冠軍：2016–17賽季

 皇家貝提斯
- 西班牙國王盃冠軍：2021–22賽季

### 國家隊
西班牙U21
- 歐洲U-21足球錦標賽冠軍：2013年

## 球會數據
截至2012年5月20日
| 球會        | 賽季     | 聯賽 | 聯賽 | 盃賽 | 盃賽 | 歐洲 | 歐洲 | 其他 | 其他 | 總計 | 總計 |
| 球會        | 賽季     | 出場 | 進球 | 出場 | 進球 | 出場 | 進球 | 出場 | 進球 | 出場 | 進球 |
| ----------- | -------- | ---- | ---- | ---- | ---- | ---- | ---- | ---- | ---- | ---- | ---- |
| 巴塞隆拿B隊 | 2009–10  | 30   | 1    | —    | —    | —    | —    | —    | —    | 30   | 1    |
| 巴塞隆拿B隊 | 2010–11  | 28   | 1    | —    | —    | —    | —    | —    | —    | 28   | 1    |
| 巴塞隆拿B隊 | 2011–12  | 23   | 0    | —    | —    | —    | —    | —    | —    | 23   | 0    |
| 巴塞隆拿B隊 | 總計     | 81   | 2    | —    | —    | —    | —    | —    | —    | 81   | 2    |
| 巴塞隆拿    | 2009–10  | 1    | 0    | 0    | 0    | 0    | 0    | 0    | 0    | 1    | 0    |
| 巴塞隆拿    | 2010–11  | 2    | 1    | 2    | 0    | 1    | 0    | 0    | 0    | 5    | 1    |
| 巴塞隆拿    | 2011–12  | 1    | 0    | 0    | 0    | 1    | 0    | 0    | 0    | 2    | 0    |
| 巴塞隆拿    | 2012–13  | 0    | 0    | 0    | 0    | 0    | 0    | 0    | 0    | 0    | 0    |
| 巴塞隆拿    | 總計     | 4    | 1    | 2    | 0    | 2    | 0    | 0    | 0    | 8    | 1    |
| 生涯總計    | 生涯總計 | 85   | 3    | 2    | 0    | 2    | 0    | 0    | 0    | 89   | 3    |

## 外部連結
- Soccerway資料庫：马克·巴尔特拉
- 巴塞隆拿官方檔案 （页面存档备份，存于） （英文）
- 巴塞隆拿官方檔案 （页面存档备份，存于） （简体中文）
- BDFutbol檔案 （页面存档备份，存于） （英文）
- Futbolme檔案 （页面存档备份，存于） （西班牙文）
- 马克·巴尔特拉 – FIFA國際賽競賽紀錄 (存檔) （英文）
- Transfermarkt檔案 （页面存档备份，存于） （英文）